# کن دوهرتی (دو و میدانی)
کن دوهرتی (انگلیسی: Ken Doherty؛ ۱۶ مه ۱۹۰۵ – April 19, 1996 (aged 90)) ورزشکار دو و میدانی اهل ایالات متحده آمریکا بود.
وی در مسابقات کشوری و بین‌المللی در مجموع برندهٔ ۱ مدال برنز شده‌است.